# Drecksau (Spiel)
Drecksau ist ein Kartenspiel des deutschen Spieleautors Frank Bebenroth, das im Jahr 2012 bei Kosmos Spiele erschienen ist. Im Erscheinungsjahr wurde es in die  Empfehlungsliste des Spiel des Jahres aufgenommen; im selben Jahr wurde es bei der Wahl zum besten Kartenspiel beim À-la-carte-Kartenspielpreis auf den siebten Platz gewählt.

## Thema und Ausstattung
Bei Drecksau versuchen die Spieler, die vor ihnen ausliegenden Schweine als „Drecksäue“ glücklich zu machen. Gewinner ist der Spieler, dem es zuerst gelingt, alle seine Schweine durch seine Matschkarten dreckig zu machen. Das Spielmaterial besteht neben einer Spielanleitung aus 12 doppelseitigen Schweinekarten, auf denen jeweils ein „Sauberschwein“ und eine „Drecksau“ abgebildet ist, sowie 54 Aktionskarten.

## Spielweise
Vor dem Spiel werden die Schweinekarten gleichmäßig an die Mitspieler verteilt, die sie mit der „Sauberschwein“-Seite nach oben vor sich auslegen. Die Aktionskarten werden gemischt und jeder Mitspieler bekommt drei Handkarten; der Rest wird als verdeckter Nachziehstapel in die Mitte des Spielfelds gelegt.
Das Spiel wird im Uhrzeigersinn nacheinander gespielt, Startspieler ist laut Spieleanleitung „die kleinste Drecksau“. Die Spieler spielen in ihrem Zug je nach Kartentyp entweder eine ihrer Handkarten auf den Ablagestapel oder legen sie an ihrer Schweineauslage an. Dabei haben die verschiedenen Karten unterschiedliche Effekte:
- eine Matschkarte wird auf den Ablagestapel gelegt. Der Spieler darf eine seiner Schweinekarten vom Sauberschwein auf die Drecksau umdrehen.
- eine Regenkarte wird ebenfalls auf den Ablagestapel gelegt. Sie löst einen Regenschauer aus, der alle dreckigen Schweine säubert, die keinen Stall haben und somit ungeschützt sind. Dies betrifft sowohl fremde wie eigene Schweine.
- eine Stallkarte wird an ein Schwein angelegt. Ein Schwein im Stall ist vor Regen geschützt.
- eine Blitzkarte entzündet einen beliebigen Stall und fackelt ihn ab; dieser wird mit der Blitzkarte auf die Ablage gelegt.
- ein Blitzableiter wird an einen gebauten Stall angelegt und schützt diesen vor einem Blitzschlag.
- eine „Bauer-schrubbt-die-Sau“-Karte schickt einen Bauer zu einer Drecksau, um diese zu waschen. Dies kann sowohl eine Sau in einem unvernagelten Stall wie auch eine ohne Stall sein.
- eine „Bauer-ärgere-dich“-Karte wird an einen Stall angelegt; dadurch wird dieser zugenagelt und schützt vor der „Bauer-schrubbt-die-Sau“-Karte.

Ein Schwein, das einen Stall mit Blitzableiter und „Bauer-ärgere-dich“-Karte hat, ist vor allen Reinigungsaktionen geschützt. Nach dem Ausspielen und der Durchführung der entsprechenden Aktion zieht der Spieler eine Karte vom Nachziehstapel nach.
Das Spiel endet, sobald ein Spieler nur Drecksäue und keine sauberen Schweine mehr vor sich ausliegen hat.

## Sauschön
2016 veröffentlichte Kosmos die Erweiterung Drecksau: Sauschön. Die Erweiterung besteht aus 32 neuen Spielkarten, davon 16 „Schönsau“-Karten, 12 „Aus dem Staub“-Karten und vier „Glücksvogel“-Karten sowie drei Matscheimer- und drei Pokalmarkern.
Gegenüber Drecksau unterscheidet sich das Spiel mit der Erweiterung darin, dass ein Spieler gewinnen kann, wenn er nur noch Drecksäue oder Schönsäue vor sich liegen hat. Jeder Spieler bekommt zu Beginn drei Schweine, die er mit der „Sauberschwein“-Seite nach oben vor sich auslegt. Die Karten der Erweiterung werden in das Grundspiel eingemischt und jeder Spieler erhält wieder drei Spielkarten auf die Hand. Die Regeln entsprechen denen des Grundspiels, wobei mit den drei neuen Kartentypen neue Optionen hinzukommen:
- eine „Schönsau“-Karte kann auf jedes eigene oder fremde Schwein gelegt werden, unabhängig davon ob es sich um ein Sauber- oder ein Dreckschwein handelt; eine Ausnahme bilden Schweine, die in einem vernagelten Stall stehen. Die herausgeputzte „Schönsau“ bleibt dank ihres Schirms auch im Regen sauber und wenn sie in einem Stall steht, darf dieser nicht zugenagelt werden.
- eine „Aus dem Staub“-Karte wird zusammen mit einer beliebigen eigenen oder fremden „Schönsau“-Karte abgeworfen. Das darunterliegende Schwein ist danach wieder ein Sauber- oder ein Dreckschwein.
- eine „Glücksvogel“-Karte erlaubt es einem Spieler, alle seine Handkarten auszuspielen und danach drei neue Karten zu ziehen.

Das Spiel endet, sobald ein Spieler nur Drecksäue oder nur Schönsäue vor sich ausliegen hat. Mit den Matscheimer- und drei Pokalmarkern können Punktestände für Turniere markiert werden.

## Versionen und Rezeption
Das Spiel wurde von dem deutschen Spieleautor Frank Bebenroth entwickelt und erschien 2012 bei Kosmos Spiele. Es wurde im gleichen Jahr in die Spiel des Jahres – Empfehlungsliste des Spiel des Jahres aufgenommen und wurde bei der Wahl zum besten Kartenspiel beim À-la-carte-Kartenspielpreis der Zeitschrift  Fairplay auf den siebten Platz gewählt. Im gleichen Jahr erschien das Spiel auf Niederländisch bei White Goblin Games (Moddervarkens) und auf Griechisch bei Kaissa Chess & Games (Γουρουνάκια στη λάσπη). 2019 veröffentlichte North Star Games das Spiel in einer englischen Version als Dirty Pig für den amerikanischen Markt, zugleich erschien es bei Mandoo Games auf Koreanisch.
In der Beurteilung der Jury zum Spiel des Jahres hieß es:

„Im Schlamm suhlen und jede Borste schmutzig machen: In diesem kurzweiligen und lustigen Kartenspiel veranstalten die Spieler eine wahre Sauerei.“

2016 veröffentlichte Kosmos die Erweiterung Drecksau: Sauschön.

## Belege
1. 1 2 3 4 5 6  Drecksau. Kartenspiel. (PDF; 1,0 MB) Spielanleitung. In: kosmos.de. Abgerufen am 25. September 2021.
2. 1 2  Drecksau: Sauschön bei BoardGameGeek; abgerufen am 13. April 2020.
3. 1 2  Drecksau sauschön. (PDF; 1,0 MB) Spielanleitung. In: kosmos.de. Archiviert vom Original (nicht mehr online verfügbar) am 7. Juli 2022; abgerufen am 8. Februar 2022.  Info: Der Archivlink wurde automatisch eingesetzt und noch nicht geprüft. Bitte prüfe Original- und Archivlink gemäß Anleitung und entferne dann diesen Hinweis.
4. 1 2  Drecksau auf der Website des Spiel des Jahres e.V.; abgerufen am 13. April 2020.
5. ↑  Drecksau, Versionen bei BoardGameGeek. Abgerufen am 13. April 2020.